# Bastian Jost
Bastian Jost, auch Bastian Jobst und Bastian Jostel (geb. vor 1485; gest. nach 1498) war ein deutscher Politiker, in Dresden lebender Ratsherr und Bürgermeister.

## Leben
Über seine Herkunft ist nichts bekannt. 1472 wird mit Leonhard Jost zum ersten Mal ein Mitglied der Familie in Dresden urkundlich erwähnt. Bastian Jost selbst wird 1485 erstmals als Ratsherr genannt. Er war der Schwager des Apothekers und Dresdner Bürgermeisters Johannes Huffener. 1493 ist er als Besitzer eines Hauses am Ring (Altmarkt) im Stadtbuch erwähnt. Mehrfach taucht er auch im Zusammenhang mit Kreditgeschäften auf. So erklärten 1490 die Vorsteher des Jacobshospitals, dass Jost seine vor längerer Zeit aufgenommene Schuld gegenüber dem Hospital getilgt habe. Zwei Jahre später lieh er seinem Schwager Johannes Huffener den Betrag von 400 Gulden, damit dieser eine ihm wegen Versäumnissen in der Amtsausübung als Bürgermeister auferlegte Geldstrafe bezahlen konnte. Huffener setzte als Sicherheit sein Haus und seine Apotheke ein.
Mit Eintritt in den Rat übernahm Bastian Jost 1485 zunächst das Amt des Baumeisters. 1486 wurde er zudem Stadtrichter. Im Jahr 1498 war er regierender Bürgermeister und ist zugleich letztmals im Verzeichnis der Ratsmitglieder genannt.